# پاندا سکیوریتی
پاندا سکیوریتی (به انگلیسی: Panda Security) (با نام قبلی Panda Software) یک شرکت امنیت رایانه‌است که در سال ۱۹۹۰ توسط میکل اوریزاربارنا مدیرعامل سابق شرکت پاندا در شهر بیلبائو اسپانیا تأسیس شد. این شرکت در ابتدا فعالیت خود را بر روی تولید نرم‌افزارهای ضدویروس متمرکز کرده بود اما پس از مدتی فعالیت خود را در زمینه نرم‌افزارهای دیوار آتش، نرم‌افزارهای شناسایی‌کننده هرزنامه‌ها و جاسوس‌افزارها، فناوری‌های بازدارنده جرایم اینترنتی و دیگر ابزارهای امنیتی و مدیریت سیستم برای استفاده کاربران خانگی و تجاری گسترش داد. از جمله محصولات خاص شرکت پاندا می‌توان به فناوری تروپیریونت (TruPrevent) اشاره کرد که برای جلوگیری از فعالیت ویروس‌های ناشناخته و مزاحم در نرم‌افزارهای امنیتی این شرکت بکار می‌رود. در سال ۲۰۰۷ پاندا یک نمونه امنیتی جدید از فناوری هوش یکپارچه را معرفی کرد که با استفاده از رایانش شبکه‌ای به جمع‌آوری و شناسایی بدافزارها می‌پرداخت. در نوامبر ۲۰۰۹ شرکت پاندا با معرفی اولین ضدویروس ابری در دنیا برای کاربران خانگی و تجاری موقعیت خود در بازار نرم‌افزارهای امنیتی بهبود بخشید.

## درباره شرکت
در سال ۲۰۰۵ شرکت پاندا با تصاحب ۳٫۲ درصد از فروش نرم‌افزارهای ضدویروس در دنیا، عنوان چهارمین شرکت بزرگ در زمینه فروش نرم‌افزارهای ضدویروس را کسب کرد. در ۲۴ آوریل ۲۰۰۷ شرکت پاندا که ۱۰۰ درصد سهام آن متعلق به اوری‌زاربارنا بود اعلام کرد ۷۵ درصد از سهام خود را به گروه سرمایه‌گذاری Southern European فروخته‌است. نام این شرکت در ۳۰ ژوئیه ۲۰۰۷ از پاندا سافت‌ویر (Panda Software) به پاندا سکیوریتی (Panda Security) تغییر کرد و اوری‌زاربارنا جای خود را به خورخه دینارز داد. شرکت پاندا در ۲۰۰ کشور جهان نمایندگی دارد و در ۵۰ کشور از جمله ایران دارای دفتر رسمی است. شرکت‌های سیمانتک، کاسپرسکی، مک‌آفی و ترند میکرو مهم‌ترین رقبای پاندا در صنعت نرم‌افزارهای ضدویروس هستند.

## فناوری‌ها
فناوری تروپیریونت در سال ۲۰۰۳ معرفی شد و یکی از فناوری‌هایی بود که شرکت پاندا برای حفاظت بی‌درنگ در رایانه‌های خانگی و شرکتی و برای کمک به واکنش پذیری مناسب ضدویروس در برابر نرم‌افزارهای مخرب ناشناخته ارائه کرد. این فناوری یک حفاظت کلی در برابر اغلب روش‌های عمومی استفاده شده در بدافزارها به وجود می‌آورد. با توجه به افزایش روزشمار بدافزارها، شرکت پاندا در سال ۲۰۰۷ به‌طور متوسط روزانه سه هزار بدافزار جدید را شناسایی می‌کرد که در سال ۲۰۰۹ این آمار به ۳۵ هزار بدافزار در روز افزایش یافت بخاطر همین شرکت پاندا تصمیم گرفت یک سیستم محافظتی را برای اسکن و شناسایی خودکار بدافزارها به صورت بی‌درنگ ایجاد کند. این نمونه امنیتی در سال ۲۰۰۷ تحت نام هوش یکپارچه معرفی شد که بر اساس سامانه ابری عمل می‌کرد.
محصولات پاندا کلاود آفیس پروتکشن که مبتنی بر فناوری ابر به کاربران عرضه می‌گردد، یک دیگر از محصولات این شرکت بین‌المللی است که توجهات بسیاری را به سوی خود جلب کرده‌است. این شرکت همچنین در سال 2013 با عرضه محصولات پاندا اند پوینت برای شبکه‌های سازمانی گام مؤثری برای ارتقاء سطح امنیت شبکه ای سازمانی برداشت. محصولی که جایگزین محصول پاندا سکیوریتی انترپرایز خواهد شد.
محصول پاندا کلاود منیجمنت سیستم نیز امکان جدید از این شرکت محسوب می‌شود که در حوزه مدیریت منابع و نگهداری شبکه حرف‌های بسیاری برای گفتن داشته‌است.

## آزمایش‌ها
آخرین آزمون : سپتامبر 2013

به گزارش سایت Av-comparatives، در ماه سپتامبر 2013 در آزمون مؤسسه AV-Comparative -معتبرترین مؤسسه در مقایسه آنتی ویروس‌ها و بررسی عملکرد آنها- محصولات امنیتی این شرکت را در مواجهه با خطرات در دنیای واقعی و میزان حفاظت آن‌ها و همچنین هشدارهای اشتباه هریک از آن‌ها در شناسایی خطرات بررسی کرد.

در این آزمون آنتی ویروس پاندا توانست بدون ثبت هیچ‌گونه هشدار خطا(false alarm) و با توانایی شناسایی 100% خطرات، نمره کامل را از آن خود کند. در این آزمون تنها سه محصول ضد ویروس توانستند 100% تهدیدها را شناسایی و پاکسازی نمایند.

### جوایز
- Panda Security – “Best eCommerce Software Company”, Best Customer Experience Awards 2012, January 2013
- Panda Cloud Antivirus – “Best software 2012”, PC Magazine, Russia, January 2013
- Panda Global Protection 2012 – “Best Security Software 2011”, PC World Latin America, November 2011
- Panda Cloud Office Protection – “5 Stars Award”, PC Magazine, Russia, June 2011
- Panda Security – “Top 20 Cloud Security Vendor”, CRN, April 2011
- Panda Security – “Extraordinary Award, Mariposa Operation Research”, Red y Seguridad, Spain, January 2011
- Panda Cloud Antivirus – “Best software 2010” – PC Magazine, Russia, December 2010
- Panda Internet Security 2011 – “Outstanding award” – Malaysia, December 2010
- Panda Security for Business Exchange – “Best Security Suite for the SMBs”– PC World Mexico, December 2010
- Luis Corrons – “WildList Report of the year”, AVAR 2010, Bali, November 2010
- Panda AdminSecure – “Best 2010 Security Solution”, Muy Computer, Spain, November 2010
- Panda Cloud Antivirus – “Best Security Software”, PC World Latam, USA, November 2010
- Juan Santana (CEO of Panda Security) – “One of the 100 most innovative executives of 2010” – CRN, USA, November 2010
- Panda Security – “Business innovation award” – Cinco Dias, Spain, October 2010
- Panda Security – “Best localized web site” – SEIL, Spain, October 2010
- Panda GateDefender Performa “Best Hardware Security Solution”, – Byte, Spain, April 2010
- Panda Security – “Prince Felipe Award for Business Excellence 2009”, presented by Her Royal Higness Doña Letizia, Princess of Asturias, – February 2010
- Panda Security – “Award “Project Stela employment integration of people with intellectual disabilities” presented by Her Royal Higness Doña Letizia, Princess of *Asturias, – December 2009
- Panda Managed Office Protection: “Best Security Suite in 2009 for SOHO”– PC World, Mexico, December 2009
- Juan Santana (CEO of Panda Security) – “One of the 25 most innovative executives of 2009” – CRN, USA, November 2009
- Panda Internet Security 2010: “Best security software solution in 2009” – MCR, Spain, November 2009
- Panda GateDefender Performa: “Best IT Security Solution” – Computer Hoy, Spain, November 2009
- Panda Security for Enterprise: “Best Initiative in Corporate Security 2009” –Muy Computer, Spain, October 2009
- Panda Managed Office Protection: “Rising Star in the category of Best Security Software” – IDG Latam, USA, October 2009
- Panda Global Protection 2009: “Best software solution” – Byte, Spain, April 2009
- Panda Security for Internet Transactions: “2008 Tecnet award to the most innovative service of the year” – Júbilo Comunicación (Grupo Planeta), Spain, May 2008
- Jorge Dinares, CEO at Panda Security: “CEO of the year”, Dintel Foundation – Spain, January 2008